# John Paul Jones (filme)
John Paul Jones (bra: Ainda Não Comecei a Lutar) é um filme estadunidense de 1959, dos gêneros aventura e drama histórico-biográfico, dirigido por John Farrow, estrelado por Robert Stack, Marisa Pavan, Charles Coburn e Erin O'Brien, e coestrelado por Macdonald Carey, Jean-Pierre Aumont, David Farrar, Peter Cushing e Susana Canales. O roteiro do próprio Farrow, Jesse Lasky, Jr. e Ben Hecht foi baseado na história "Nor'wester", de Clements Ripley.
A trama retrata a história de John Paul Jones, o herói naval da Guerra de Independência dos Estados Unidos.
Filmado em Technirama, foi a última produção dirigida por Farrow, além de marcar a estreia cinematográfica de dois de seus filhos, John Charles e Mia Farrow. Bette Davis fez uma participação especial como a Imperatriz Catarina, a Grande.

## Sinopse
John Paul Jones (Robert Stack) é um leal soldado do exército real que se torna um fervoroso apoiador dos revolucionários estadunidenses – fazendo-o se oferecer para liderar a frota de colonos. Enquanto sua liderança corajosa e inteligente ajuda a conquistar a liberdade dos Estados Unidos, Jones ganha uma fama ruim e, com o tempo, é enviado à Rússia, onde começa a guiar a frota de Catarina, a Grande (Bette Davis) enquanto tenta restabelecer a reputação que antes possuía.

## Elenco
- Robert Stack como John Paul Jones
- Marisa Pavan como Aimee de Tellison
- Charles Coburn como Benjamin Franklin
- Erin O'Brien como Dorothea Danders
- Macdonald Carey como Patrick Henry
- Jean-Pierre Aumont como Rei Luís XVI
- David Farrar como John Wilkes
- Peter Cushing como Capitão Richard Pearson
- Susana Canales como Maria Antonieta
- Bette Davis como Imperatriz Catarina, a Grande
- Judson Laire como Sr. Danders
- Georges Rivière como Camareiro Russo
- Tom Brannum como Peter Wooley
- Bruce Cabot como Gunner Lowrie
- Basil Sydney como Sir William Young
- John Crawford como George Washington
- Archie Duncan como Duncan MacBean
- Thomas Gomez como Esek Hopkins
- Bob Cunningham como Ten. Wallingford
- John Charles Farrow como John Paul
- Eric Pohlmann como Rei Jorge III
- Frank Latimore como Ten. Richard Dale
- Ford Rainey como Ten. Simpson

## Produção

### Desenvolvimento
Durante a década de 1930, vários estúdios de filmes estadunidenses tentaram fazer biografias sobre John Paul Jones, mas abandonaram as produções devido ao custo pesado e longa duração dos projetos. Em março de 1939, a Warner Bros. comprou os direitos de exibição do romance biográfico "Clear for Action", de Clements Ripley. James Cagney foi contratado para interpretar o papel-título, com direção de Michael Curtiz e produção de William Cagney. Cagney foi posteriormente substituído como produtor por Lou Edelman.
Em 1946, o produtor independente Samuel Bronston anunciou que havia obtido a cooperação da Marinha dos Estados Unidos para a realização de sua própria cinebiografia de John Paul Jones. Demorou nove anos para Bronston finalmente encontrar o financiamento para o projeto. Em dezembro de 1955, Bronston anunciou que havia fundado a Admiralty Pictures Corporation, que consistia em um grupo de investidores de Nova Iorque. Eles fizeram um acordo com a Warner Bros. para produzir o filme, intitulado "Call to Action" como seu título de produção. Bronston contratou Jesse Lasky, Jr. para escrever o roteiro e queria que John Wayne estrelasse. O estúdio de Bronston recebeu investimento de inúmeros empreendedores e corporações estadunidenses, incluindo das famílias Rockefeller, Dana, Du Pont e Stern, além de Ernest A. Gross, General Motors, Firestone Tire and Rubber Company, Time Inc. e Eastman Kodak, que investiram com o propósito de recuperar suas vendas na Europa. Em janeiro de 1956, Bronston afirmou que o almirante Chester Nimitz atuaria como seu consultor pessoal no filme, que iniciaria sua produção em maio daquele ano.
Em 1956, Lasky completou o roteiro com a consulta de oficiais da Marinha dos Estados Unidos. Em maio de 1956, Bronston anunciou que Glenn Ford havia aceitado o papel principal, embora ainda não tivesse sido oficialmente escalado. Mais tarde, em julho, William Dieterle foi contratado para dirigir o filme, com filmagens agendadas para agosto. Dieterle favoreceu Richard Todd e Richard Basehart para o papel de Jones e John Miljan para o de George Washington, mesmo sem sucesso. Infeliz com o resultado inicial, Dieterle contratou Ben Hecht para escrever uma nova versão do roteiro. Em setembro, Basehart foi escalado depois que Bronston testou 38 atores para o papel-título. O filme seria gravado nos estúdios da Warner Bros. e ao largo da costa italiana.
Em outubro de 1956, Bronston assinou um contrato para gravar o filme em processo Todd-AO. No entanto, a decisão foi engavetada quando a Warner Bros. se retirou do projeto. Em outubro de 1957, John Farrow assinou o contrato para dirigir o filme. Farrow gostou do roteiro de Lasky, mas reescreveu algumas partes sozinho, já que Lasky não estava mais disponível para colaborar com alterações. Farrow inicialmente recebeu todo o crédito pelo roteiro, mas, em última instância, compartilhou-o com Lasky depois que ele reclamou sobre isso para a Writers Guild of America. Dois meses depois, foi relatado que a Marinha reafirmou sua plena cooperação com a produção e que Warner Bros. havia re-assinado como o estúdio distribuidor do filme. Em fevereiro de 1958, Robert Stack foi oficialmente escalado no papel principal. Partes do filme foram feitas na Espanha.

### Filmagens
As filmagens começaram em janeiro de 1958, na França, e terminaram em agosto daquele ano, na Espanha. A produção havia 107 diálogos e uma programação de 92 dias de filmagens. A maior parte da unidade estava baseada em Dénia. O governo espanhol permitiu filmagens no Palácio Real de Madrid. Também foram gravadas cenas na Escócia e Óstia.

## Recepção
Bosley Crowther, em sua crítica para o The New York Times, escreveu que o filme era "uma produção monótona, no que diz respeito à ação dramática, e totalmente inexpressiva da natureza registrada e do caráter de John Paul Jones". Ele não se agradou com o desempenho de Stack, observando que sua interpretação era "como se ele fosse um membro ligeiramente maçante, embora falador, de um clube conservador de cavalheiros". A revista Variety foi igualmente crítica, observando que o filme "poderia ser encurtado drasticamente e acelerado para dar-lhe melhor ritmo e ênfase. As porções fortes mostrariam então uma vantagem melhor e eliminariam o empecilho de momentos desnecessários". Além disso, a revista sentiu que as figuras históricas retratadas "tendiam a ser rígidas ou inacreditáveis" porque o filme "não coloca muito poder na mão dos personagens. Eles terminam, assim como começam, como personagens históricos e não como seres humanos". A Harrison's Reports escreveu que o filme "é excelente do ponto de vista da produção. É, no entanto, apenas moderadamente satisfatório como entretenimento, pois é prejudicado por um roteiro que é algo menos do que inspirador".

### Bilheteria
O filme foi um fracasso de bilheteria. A produção fez o estúdio perder dinheiro, com um prejuízo de US$ 5 milhões. Bronston, no entanto, conseguiu obter financiamento de muitos dos mesmos investidores, principalmente de Pierre S. Du Pont III, para seus filmes posteriores.

## Legado
O músico John Paul Jones (nascido John Baldwin), mais conhecido como o baixista da banda de rock britânica Led Zeppelin, adotou seu nome artístico por sugestão de Andrew Loog Oldham, que tinha visto o cartaz do filme.
Apesar do fracasso financeiro de "John Paul Jones", Bronston continuou a produzir uma série de filmes épicos históricos, nos quais estabeleceu a Espanha como um importante centro de produção cinematográfica. No entanto, Bronston entrou com um pedido de falência em junho de 1964, após o filme "A Queda do Império Romano" também fracassar financeiramente.

## Adaptação
- "Four Color #1007", da Dell Comics (setembro de 1959), desenhada por Dan Spiegle.[34][35]